# Boris Vallée
Boris Vallée (* 3. Juni 1993 in Verviers) ist ein ehemaliger belgischer Radsportler.

## Karriere
Vallèe gewann bereits in jungen Jahren einige kleinere Rennen in seiner Altersklasse. So wurde er 2011 Provinzialmeister der Junioren in Lüttich und gewann den Omloop der Vlaamse Gewesten. Ab der Saison 2012 fährt er für das Team Color Code-Biowanze. 2013 gewann er die Wallonische Meisterschaft der U23 im Einzelzeitfahren. Seine ersten internationalen Siege erzielte er auch in der Saison 2013 mit dem Gewinn des Prologs des Carpathian Couriers Race und des Eintagesrennens Grand Prix Criquielion. 
Zur Saison 2014 wechselte Vallée zum UCI ProTeam Lotto Belisol, mit dem er mehrere Top-10-Platzierungen erreichte, jedoch ohne einen weiteren Karriereerfolg blieb. Nach zwei Jahren wechselte er zum Team Fortuneo-Vital Concept. Für sein neues Team errang er 2016 vier Siege und war damit der erfolgreichste Fahrer des Teams.  
2018 wechselte Vallée erneut das Team und wurde Mitglied bei Wanty-Groupe Gobert. 2018 gewann er erstmals mit der Tour of Taihu Lake die Gesamtwertung einer Rundfahrt, 2019 verpasste er als Zweiter nur knapp die Wiederholung seines Erfolges aus dem Vorjahr. 2020 und 2021 konnte er nicht mehr an seine Leistungen anknüpfen. Nach der Saison 2021 beendete er im Alter von 28 Jahren seine Karriere als Radrennfahrer.  

## Erfolge
2013
- Prolog Carpathian Couriers Race
- Grand Prix Criquielion
- Wallonische Meisterschaft im Einzelzeitfahren (U23)

2016
- zwei Etappen Tour de Bretagne
- eine Etappe Ronde de l’Oise
- eine Etappe Tour de Wallonie

2018
- Gesamtwertung Tour of Taihu Lake